# Stanisław Knothe (1880–1958)

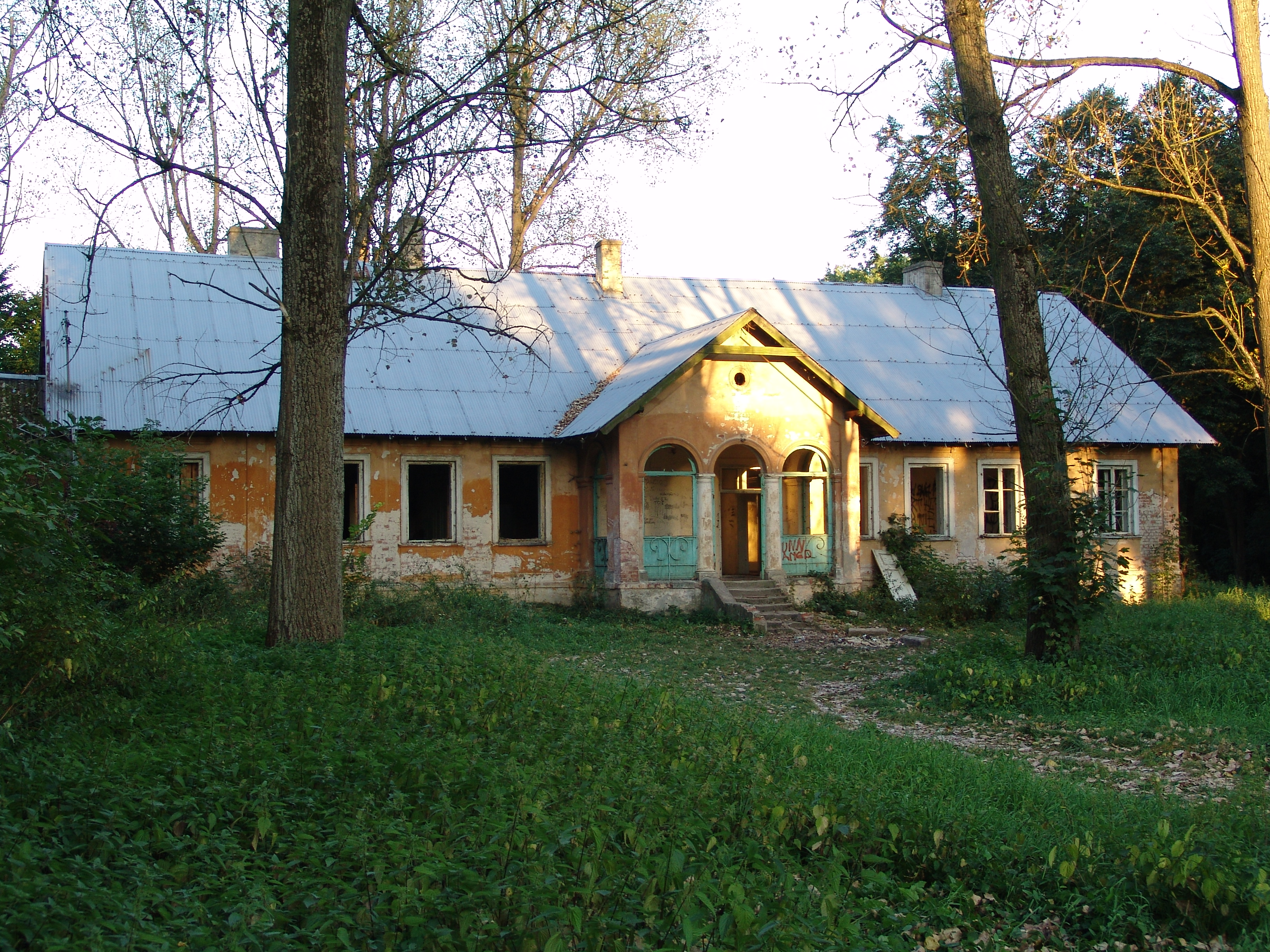
Dworek szlachecki w Ruszczy (2011)

Stanisław Knothe (ur. 23 kwietnia 1880 w Wilkowej, zm. 28 lutego 1958 w Sosnowcu) – polski inżynier górnictwa, przemysłowiec, filantrop, wspierający opiekę zdrowotną i oświatę w Zagłębiu Dąbrowskim.

## Życiorys

### Dzieciństwo i młodość
Był synem Aleksandra Knothego, administratora majątku Potockich w Ruszczy koło Połańca, i jego żony, Aleksandry z domu Malczewskiej. Urodził się w Ruszczy i tamże – w patriotycznej atmosferze – spędził wczesne dzieciństwo, m.in. pod wpływem obu swoich dziadków, pielęgnujących tradycje powstania styczniowego. W następnych latach uczęszczał do gimnazjum w Sandomierzu i w Kielcach. Szkoły nie ukończył – w wieku 15 lat został relegowany za wystąpienie patriotyczne (zob. zabór rosyjski w drugiej połowie XIX w., Rusyfikacja Polaków w okresie zaborów).
Otrzymał wilczy bilet, a dodatkowo – za udział w zorganizowanej przez ks. Józefa Niewiarowskiego (prefekta Gimnazjum Kieleckiego) akcji oświatowej wśród chłopów – nakaz powrotu do Ruszczy i meldowania się na posterunku policji (co 2 tygodnie przez 2 lata). Podjęte starania o zgodę na wyjazd za granicę nie powiodły się. Jedyną możliwością kontynuowania nauki z wilczym biletem było wstąpienie do szkoły sztygarów w Dąbrowie Górniczej. Szkołę skończył w roku 1902.

### Praca w kopalniach w latach 1902–1908
Pracował w Kopalni „Jerzy” w Niwce (jako sztygar), kopalniach miedzi na Kaukazie (Armenia, „Allahverdi” i „Achtala”, zawiadowca), kopalni Grodzieckiego Towarzystwa Kopalń Węgla (Kopalnia Węgla Kamiennego Grodziec, starszy sztygar).

### Studia i Zagłębie Dąbrowskie w latach 1913–1938
W roku 1908 Stanisław Knothe otrzymał paszport i wyjechał na studia do Austrii. Studiował w prestiżowej Akademii Górniczej w Leoben (utworzonej przez przekształcenie wyższej szkoły górniczej, założonej w roku 1840). Studia ukończył w roku 1913. 
Po powrocie do Polski zamieszkał w Sosnowcu i przystąpił do prac zmierzających do rozwoju górnictwa w Zagłębiu Dąbrowskim (wspólnie z kilkoma innymi inżynierami górniczymi). Uczestniczył m.in. w:
- rozbudowie kopalni „Jadwiga” w Klimontowie,
- pracach betonowych, żelazobetonowych i kamiennych  w Kopalniach Klimontów (pokład „Ignacy”) i „Mortimer”,
- eksploatacji pokładu „Reden” kopalni „Wiktor” Milowicach,
- uruchamianiu kopalń odkrywkowych  „Irena”  „Aleksander”  „Józef II”  „Staszic”,
- uruchamianiu – na zamówienie Warszawskiego Towarzystwa Kopalń Węgla – eksploatacji cienkich „pokładów podredenowskich” (brzeżnych grupy 600) w kopalni „Jakub” (Niemce).

W roku 1938 skończył uruchamianie własnej kopalni z pokładami brzeżnymi grupy 600 – „Dorota”, w której zatrudnił ponad 1000 robotników, 3 sztygarów i 4 inżynierów. W kopalniach „Dorota” i „Jakub” wykształcił liczne grono fachowców, dysponujących rzadką umiejętnością eksploatacji pokładów cienkich, „zaognionych” i zagrożonych dużym dopływem wody.
Uzyskując znaczne dochody rozpoczął działalność filantropijną:
- w latach 1918–1919 przeznaczył 100 000 koron na rzecz utworzenia przez Szymona Starkiewicza Sanatorium Dziecięcego „Górka” w Busku-Zdroju; jego darowizna umożliwiła nabycie ziemi pod budowę pierwszego budynku kolonii dla 30 dzieci z Zagłębia (po latach jego imieniem nazwano pierwszą salę w dużym nowym budynku  sanatorium[6],
- wspomagał finansowo Macierz Szkolną w Sosnowcu, Akademię Górniczą w Krakowie, szkołę podstawową powstającą w Dąbrowie Górniczej i inne.

W zakupionym przez siebie w roku 1917 majątku Ruszcza wybudował nową szkołę podstawową, a następnie finansował jej działalność.

### Okres II wojny światowej
Okres okupacji niemieckiej (zob. Rejencja katowicka)  Stanisław Knothe spędził w Ruszczy. Kopalnia „Dorota” została skonfiskowana przez Niemców, jednak otrzymał zgodę na uruchomienie pod Opatowem małej kopalni węgla brunatnego „Barbara”. Jako właściciel kopalni dysponował samochodem i zezwoleniem na poruszanie się po Generalnym Gubernatorstwie. Wykorzystywał to w działalności konspiracyjnej w AK, przewoził m.in. rozkazy (był związany z Delegaturą Rządu na Kraj), broń, prasę podziemną, aprowizację dla oddziałów partyzanckich, ukrywających się ludzi (meldował ich jako pracowników kopalni lub majątku Ruszcza). W Ruszczy spotykali się również przyszli organizatorzy powojennego przemysłu węglowego.

### Lata 1945–1958
W PRL Stanisław Knothe uczestniczył w uruchamianiu kopalń węgla brunatnego na Ziemiach Odzyskanych (był w okresie maj 1945 – luty 1946 naczelnym dyrektorem Zjednoczenia Przemysłu Węgla Brunatnego).
Zmarł w roku 1958 w Sosnowcu. W pogrzebie, który odbył się w Połańcu, licznie uczestniczyli mieszkańcy okolic Połańca i Ruszczyc.

## Życie osobiste
Stanisław Knothe ożenił się z Antoniną Józefowską (1872–1960). Mieli dwie córki: Irenę (1904–1986) i Marię zamężną Skotnicką (1906–1986)